# Davilla

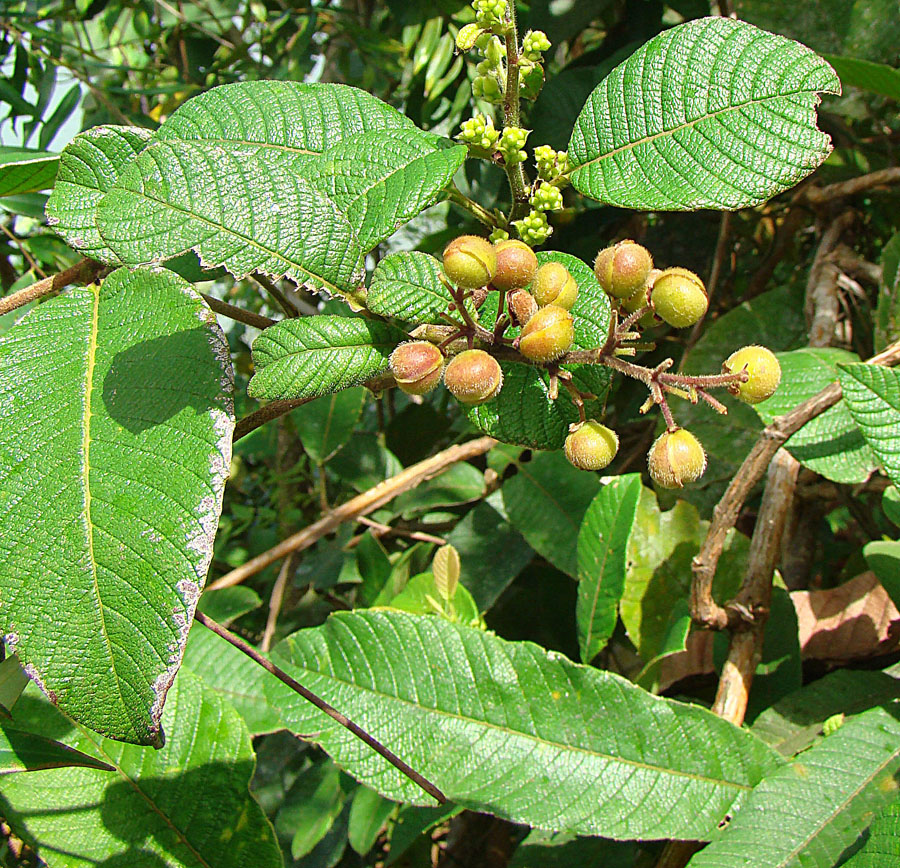
Davilla nitida

Davilla je rod rostlin z čeledi dileniovité. Jsou to liány a šplhavé keře s jednoduchými střídavými listy a žlutými květy. Plodem je tobolka obklopená 2 zbytnělými kališními lístky. Rod zahrnuje 33 druhů a je rozšířen výhradně v tropické Americe. Některé druhy mají význam v domorodé medicíně.

## Popis
Zástupci rodu Davilla jsou liány a šplhavé keře. Rostliny mohou být lysé nebo rezavě huňaté, odění je složené z jednoduchých chlupů. Listy jsou jednoduché, střídavé, papírovité nebo kožovité, s křídlatým řapíkem, na omak více či méně drsné vlivem přítomnosti křemičitých tělísek v epidermis. Květy jsou oboupohlavné, uspořádané v úžlabních nebo vrcholových, latovitých květenstvích. Kalich je složen z 5 nestejných lístků, z nichž 2 vnitřní dužnatějí a později vysychají a obklopují plod. Koruna je žlutá, složená ze 3 až 6 (většinou 5) obvejčitých korunních lístků. Tyčinek je mnoho. Gyneceum je tvořeno 1 nebo 2 volnými, nesrostlými plodolisty obsahujícími po 2 vajíčkách. Čnělky jsou lehce postranní, zakončené štítovitou bliznou. Plodem je nepravidelně pukající tobolka obklopená zbytnělým kalichem a obsahující 1 nebo 2 semena. Semena mají tenký bílý míšek.

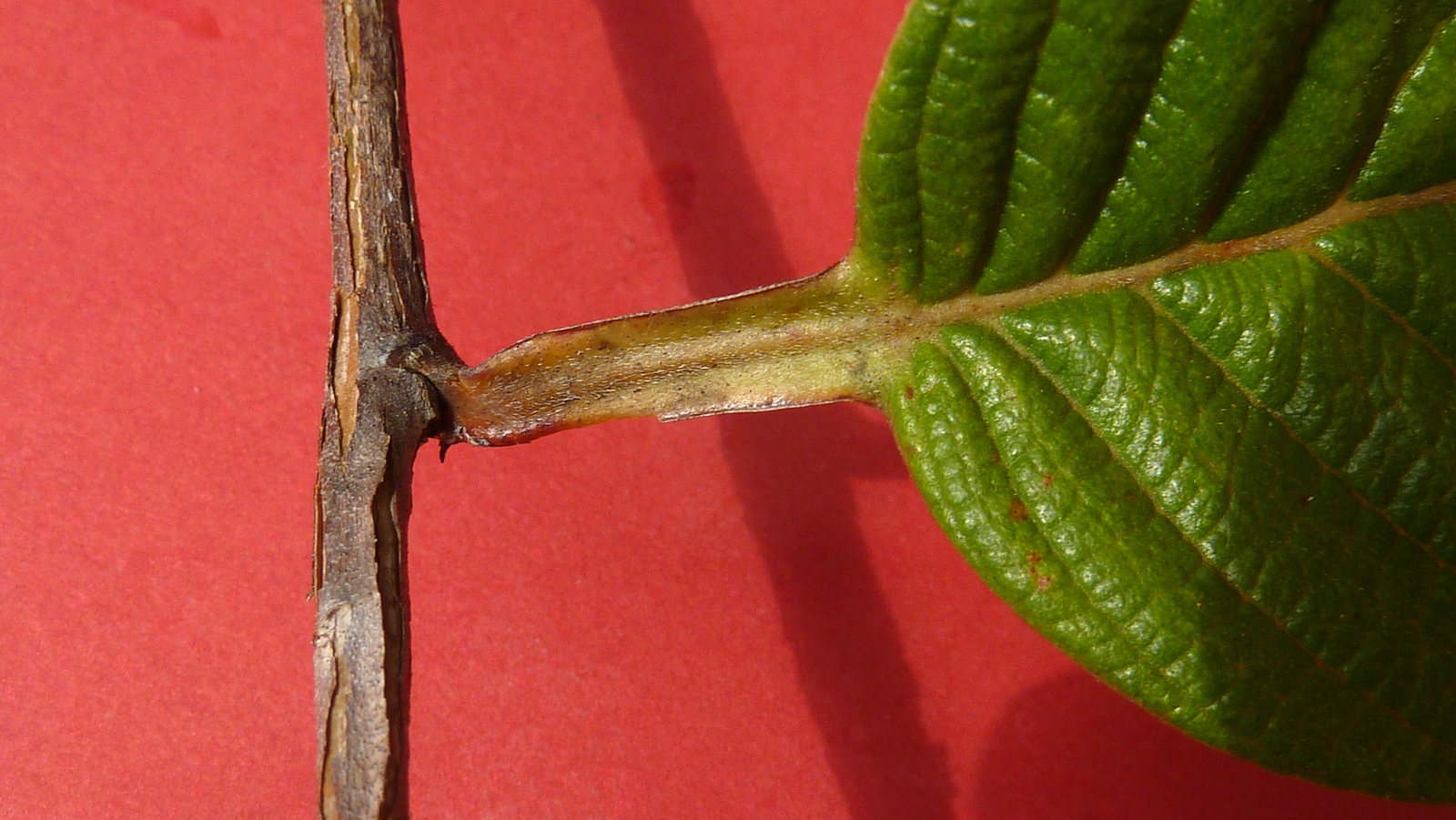
Křídlatý řapík D. kunthii
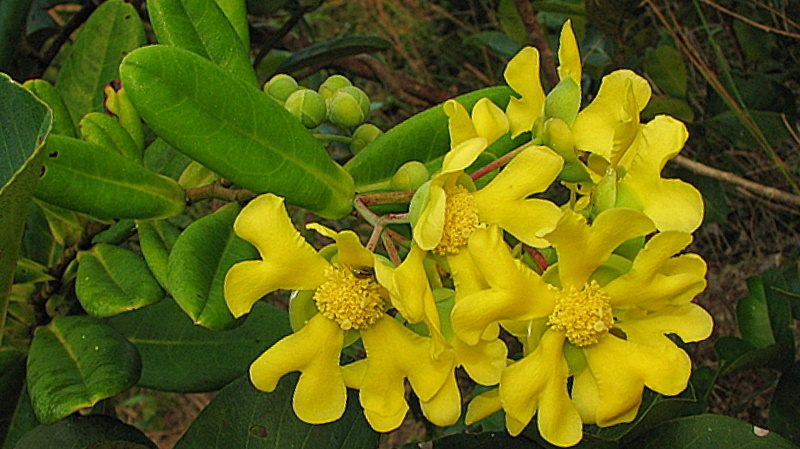
Květy D. sessilifolia
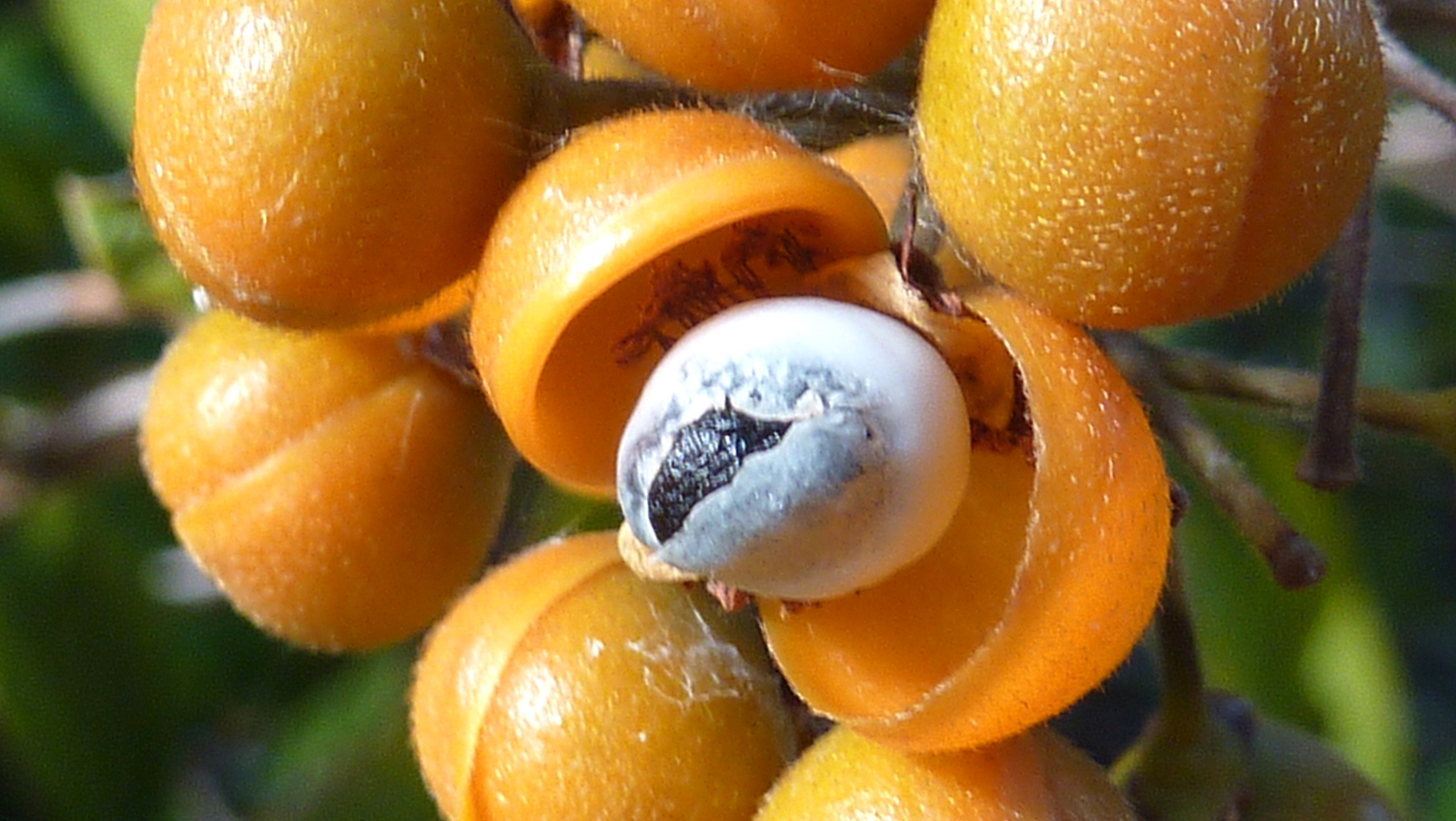
Plody D. kunthii

## Rozšíření
Rod Davilla zahrnuje 33 druhů. Je rozšířen výhradně v tropické Americe v oblasti od jižního Mexika po Bolívii a Paraguay a na Karibských ostrovech. Největší areál mají druhy Davilla kunthii a Davilla nitida, rozšířené od Mexika po Bolívii. Centrum druhové diverzity je v jihovýchodní a severovýchodní Brazílii. Zástupci rodu často rostou v sekundárních porostech.

## Ekologické interakce
Květy jsou opylovány hmyzem, údajů je však velmi málo. U amazonského druhu Davilla kunthii byly jako hlavní opylovači prokázány včely z čeledí včelovití (Apidae) a ploskočelkovití (Halictidae), v menší míře pak včely z čeledi čalounicovití, vosy a pestřenky. Na květech druhu Davilla nitida byly pozorovány nebodavé včely rodu Trigona.

## Obsahové látky
Z druhu Davilla kunthii byly izolovány různé flavonoidy, mezi jinými myricetin, kvercetin a kempferol, a obsahuje také saponiny. V semenech je obsažen kofein.

## Význam
Druh Davilla kunthii je v domorodé medicíně používán jako léčivá rostlina. Odvar slouží jako tonikum, při bolestech zad a jako antiseptikum. Kůra se používá při desinfekci přeříznuté pupeční šňůry u novorozenců.